# السهباء (الخرج)
السهباء، هي قرية من هجر قبيلة الغييثات من الدواسر من فئة (ب) تقع في محافظة الخرج، والتابعة لمنطقة الرياض في السعودية. وتبعد السهباء عن محافظة الخرج بمسافة تقارب (6) كم.